# Jugoslawien-Rundfahrt 1966
Das Etappenrennen Jugoslawien-Rundfahrt 1966 führte vom 4. bis 16. September über dreizehn Etappen. Gesamtsieger wurde Radoš Čubrić, ohne eine Etappe gewonnen zu haben. Die Rundfahrt war nur für Amateure offen. Es war die 19. Austragung der Jugoslawien-Rundfahrt. Das Rennen gehörte zur höchsten Kategorie der Jahreswertung des Amateurweltverbandes A.I.O.C.C. der Union Cycliste Internationale (UCI).

## Rennen und Teilnehmer
Der Kurs des Etappenrennens führte von Belgrad nach Zagreb. Am Start waren Nationalmannschaften aus der DDR, Luxemburg, Polen, Frankreich, der Tschechoslowakei, Italien, der Sowjetunion, Tunesien und Jugoslawien mit zwei Teams. Pro Mannschaft starteten fünf Radrennfahrer.

## Etappen
Die Rundfahrt führte über insgesamt dreizehn Etappen ohne Ruhetage. Die Etappensieger erhielten jeweils eine Minute Zeitgutschrift, die Zweitplatzierten 30 Sekunden.

### 1. Etappe
Die erste Etappe führte rund um Belgrad über 63 Kilometer. Aus einer Gruppe von drei Fahrern gewann Siegfried Huster und holte sich das Führungstrikot.

### 2. Etappe
Die 2. Etappe führte von Belgrad nach Titova Uziva. 202 Kilometer waren zu fahren. Bei starkem Kantenwind fielen bereits viele Fahrer weit zurück. Die Etappe gewann Radoš Čubrić.

### 3. Etappe
Die 3. Etappe führte von Bijelo Polje nach Titograd über 122 Kilometer. Aus einer Spitzengruppe von sechs Fahrern gewann Günter Hoffmann.

### 4. Etappe
Von Titograd nach Totor bestritten die Fahrer 151 Kilometer. Rudi Valenčič kam als Solist mit einem größeren Vorsprung ins Ziel und übernahm das Trikot des Führenden vom Italiener Talpo.

### 5. Etappe
Die 5. Etappe wurde von Totor nach Makarska gefahren, die Distanz betrug 232 Kilometer. Aus einer kleinen Gruppe heraus gewann der Tschechoslowake Jaroslav Pichl die Etappe.

### 6. Etappe
Die 6. Etappe wurde ging von Makarska nach Zadar über 233 Kilometer. Ján Svorada gewann den Sprint des großen Feldes. Spitzenreiter blieb Valenčič.

### 7. Etappe
Die 7. Etappe führte von Zadar nach Crikvenia über 191 Kilometer. Siegfried Huster holte seinen zweiten Etappensieg im Sprint des Hauptfeldes.

### 8. Etappe
Die 8. Etappe war ein Einzelzeitfahren über 35 Kilometer von Crikvenia nach Rijeka. Die beste Zeit fuhr Cvitko Bilić.

### 9. Etappe
Die 9. Etappe von Rijeka nach Pula gewann erneut Cvitko Bilić, der durch die Zeitgutschrift auf den 2. Gesamtrang vorrückte.

### 10. Etappe
Die 10. Etappe führte von Pula nach Nova Gorica. Nach 183 Kilometern gewann Daniel Gráč.

### 11. Etappe
Die 11. Etappe von Nova Gorica nach Nova Vrsic wurde im Sprint des Feldes von Cvitko Bilić gewonnen.

### 12. Etappe
Die 12. Etappe bestritten die Fahrer von Nova Vrsic nach Ljubljana über 96 Kilometer. Sieger wurde Jan Kudra.

### 13. Etappe
Die 13. Etappe von Ljubljana nach Zagreb über 135 Kilometer endete mit einem Mannsprint, den Lothar Borschel für sich entschied.

## Gesamtwertungen

### Einzel (Gelbes Trikot)
Im Endklassement konnte Radoš Čubrić dank starker Fahrweise in den Bergen und der Unterstützung seiner Mannschaft einen sicheren Gesamtsieg erzielen.
| Platz | Name            | Mannschaft    | Zeit       |
| ----- | --------------- | ------------- | ---------- |
| 1.    | Radoš Čubrić    | Jugoslawien A | 47:02:39 h |
| 2.    | Cvitko Bilić    | Jugoslawien A | + 0:21 min |
| 3.    | Rudi Valenčič   | Jugoslawien A | + 1:57 min |
| 4.    | Günter Hoffmann | DDR           | + 3:38 min |
| 5.    | Juri Pomonow    | Sowjetunion   | + 6:00 min |
| 6.    | Dieter Mickein  | DDR           | + 6:23 min |

### Mannschaftswertung
Der Mannschaftswertung konnte die Auswahlmannschaft A aus Jugoslawien gewinnen.